# Rolling Heights
Rolling Heights est une communauté située dans la province d'Alberta, dans le centre.